# Брајан О’Дрискол
Брајан О'Дрискол (енгл. Brian O'Driscoll; 21. јануар 1979) бивши је ирски рагбиста и по мишљењу рагби стручњака најбољи други центар (енгл. Outside centre) у историји овог спорта.

## Биографија
О'дрискол је рођен у Даблину, престоници Републике Ирске. У детињству је поред рагбија тренирао и галски фудбал, целу играчку каријеру провео је у Леинстеру, једном од највећих рагби тимова у Европи. За Леинстер је одиграо 186 утакмица и постигао 311 поена. Освојио је са Леинстером 4 пута Про 12, 3 пута куп европских шампиона и 1 куп европских изазивача у рагбију. Са 20. година дебитовао је за ирску репрезентацију против Аустралије у Бризбејну 1999. За Ирску је одиграо 133 утакмице и постигао 245 поена. Брајан је два пута освајао куп шест нација са Ирском. О'дрискол је 3 пута био у ужој конкуренцији кандидата за најбољег играча на свету. О'дрискол је постигао 26 есеја у купу шест нација, одиграо је 8 утакмица за британске и ирске лавове (рагби дрим тим састављен од најбољих играча Ирске, Велса, Шкотске и Енглеске).